# Tom Township
Tom Township est un township du comté de Benton dans le Missouri, aux États-Unis,. Fondé le 2 avril 1842, il est baptisé en référence à Tom Bishop, un greffier du tribunal du comté.

## Source de la traduction
- (en) Cet article est partiellement ou en totalité issu de l’article de Wikipédia en anglais intitulé « Tom Township, Benton County, Missouri » (voir la liste des auteurs).